# Manon van Rooijen
Manon van Rooijen, född 3 juli 1982 i Leerdam, är en nederländsk simmare.
Hon blev olympisk guldmedaljör på 4 × 100 meter frisim vid sommarspelen 2008 i Peking.